# 朱広滬
朱 広滬（しゅ こうこ、チュー・クァンク、簡体字中国語: 朱广沪、拼音: Zhū Guǎnghù、1949年9月25日 - ）は中国のサッカー選手、サッカー指導者。

## 経歴
選手時代は主に地元のクラブである上海隊 (現在の上海申花) と八一足球隊でキャリアを過ごす。
指導者としては、中国代表でコーチを務めた後、2000年に深圳健力宝の監督に就任、2004年に国内リーグ優勝を成し遂げる。
2005年に深圳健力宝の監督を退任、サッカー中国代表の監督に就任する。
同年8月に開催された東アジアサッカー選手権では、日本代表や韓国代表と引き分け、北朝鮮代表に勝利して初優勝を成し遂げる。
しかし、2007年に開催されたAFCアジアカップ2007でイランとウズベキスタンの後塵を拝し、グループリーグ敗退に終わる。大会終了後に中国代表監督を辞任した。
2008年、武漢光谷の監督に就任するが、クラブがリーグを脱退し、監督を辞任することになる。
2009年に陝西滻灞と3年契約で監督に就任。1年目は12位に終わり、2年目の開始後6戦も1勝2分3敗と低調な成績であったため、シーズン途中で解任された。

## 選手経歴
- 1961-1972  八一足球隊
- 1972-1980  上海隊

## 指導者経歴
- 1998-1999  中国代表 (コーチ)
- 2000-2004  深圳健力宝
- 2005-2007  中国代表
- 2008       武漢光谷
- 2009-2010  陝西滻灞